# IDUA
IDUA (англ. Iduronidase, alpha-L-) – білок, який кодується однойменним геном, розташованим у людей на 4-й хромосомі. Довжина поліпептидного ланцюга білка становить 653 амінокислот, а молекулярна маса — 72 670.
| 10         |  | 20         |  | 30         |  | 40         |  | 50         |
| ---------- |  | ---------- |  | ---------- |  | ---------- |  | ---------- |
| MRPLRPRAAL |  | LALLASLLAA |  | PPVAPAEAPH |  | LVHVDAARAL |  | WPLRRFWRST |
| GFCPPLPHSQ |  | ADQYVLSWDQ |  | QLNLAYVGAV |  | PHRGIKQVRT |  | HWLLELVTTR |
| GSTGRGLSYN |  | FTHLDGYLDL |  | LRENQLLPGF |  | ELMGSASGHF |  | TDFEDKQQVF |
| EWKDLVSSLA |  | RRYIGRYGLA |  | HVSKWNFETW |  | NEPDHHDFDN |  | VSMTMQGFLN |
| YYDACSEGLR |  | AASPALRLGG |  | PGDSFHTPPR |  | SPLSWGLLRH |  | CHDGTNFFTG |
| EAGVRLDYIS |  | LHRKGARSSI |  | SILEQEKVVA |  | QQIRQLFPKF |  | ADTPIYNDEA |
| DPLVGWSLPQ |  | PWRADVTYAA |  | MVVKVIAQHQ |  | NLLLANTTSA |  | FPYALLSNDN |
| AFLSYHPHPF |  | AQRTLTARFQ |  | VNNTRPPHVQ |  | LLRKPVLTAM |  | GLLALLDEEQ |
| LWAEVSQAGT |  | VLDSNHTVGV |  | LASAHRPQGP |  | ADAWRAAVLI |  | YASDDTRAHP |
| NRSVAVTLRL |  | RGVPPGPGLV |  | YVTRYLDNGL |  | CSPDGEWRRL |  | GRPVFPTAEQ |
| FRRMRAAEDP |  | VAAAPRPLPA |  | GGRLTLRPAL |  | RLPSLLLVHV |  | CARPEKPPGQ |
| VTRLRALPLT |  | QGQLVLVWSD |  | EHVGSKCLWT |  | YEIQFSQDGK |  | AYTPVSRKPS |
| TFNLFVFSPD |  | TGAVSGSYRV |  | RALDYWARPG |  | PFSDPVPYLE |  | VPVPRGPPSP |
| GNP        |  |            |  |            |  |            |  |            |

A: Аланін

C: Цистеїн

D: Аспарагінова кислота

E: Глутамінова кислота

F: Фенілаланін

G: Гліцин

H: Гістидин

I: Ізолейцин

K: Лізин

L: Лейцин

M: Метіонін

N: Аспарагін

P: Пролін

Q: Глутамін

R: Аргінін

S: Серин

T: Треонін

V: Валін

W: Триптофан

Кодований геном білок за функціями належить до глікозидаз. Локалізований у лізосомі.

## Медичне значення
Мутації в гені викликають недостатність функції ферменту та спадковий синдром Гурлера. 
Для лікування пацієнтів, що страждають на цей синдром, використовують рекомбінантну ідуронідазу, що напрацьовується в клітинах CHO, фібробластах людини, дріжджах. У 2010-тих роках розробляються нові, більш дешеві методи напрацювання в бактеріальних клітинах
.